# Palpada elegans
Palpada elegans là một loài ruồi trong họ Ruồi giả ong (Syrphidae). Loài này được Blanchard mô tả khoa học đầu tiên năm 1852. Palpada elegans phân bố ở vùng Tân Nhiệt đới